# Приштинский округ
Приштинский округ (алб. Rajoni i Prishtinës; серб. Приштински округ) — один из семи округов частично признанной Республики Косово с центром в городе Приштине.
По административному делению Сербии примерно соответствует северной части Косовского округа, с добавлением общины Ново-Брдо.
Хотя ранее сербское население преобладало, сейчас большинством населения округа являются албанцы, однако в округе имеются
сербские анклавы.

## Общины
- Глоговац
- Косово-Поле
- Липлян
- Обилич
- Подуево
- Приштина
- Ново-Брдо (сербский анклав)
- Грачаница (сербский анклав)

## Города
- Глоговац
- Косово-поле
- Липлян
- Обилич
- Подуево
- Приштина
- Ново-Брдо (сербский анклав)
- Грачаница (сербский анклав)